# سیارک ۷۶۸۹
سیارک ۷۶۸۹ (به انگلیسی: 7689 Reinerstoss، نامگذاری:4036P-L) هفت هزار و ششصد و هشتاد و نهمین سیارک کشف شده‌است که در ۲۴ سپتامبر ۱۹۶۰ کشف شد.
قدر مطلق سیارک برابر ۱۴٫۲۰ است.